# Piramida

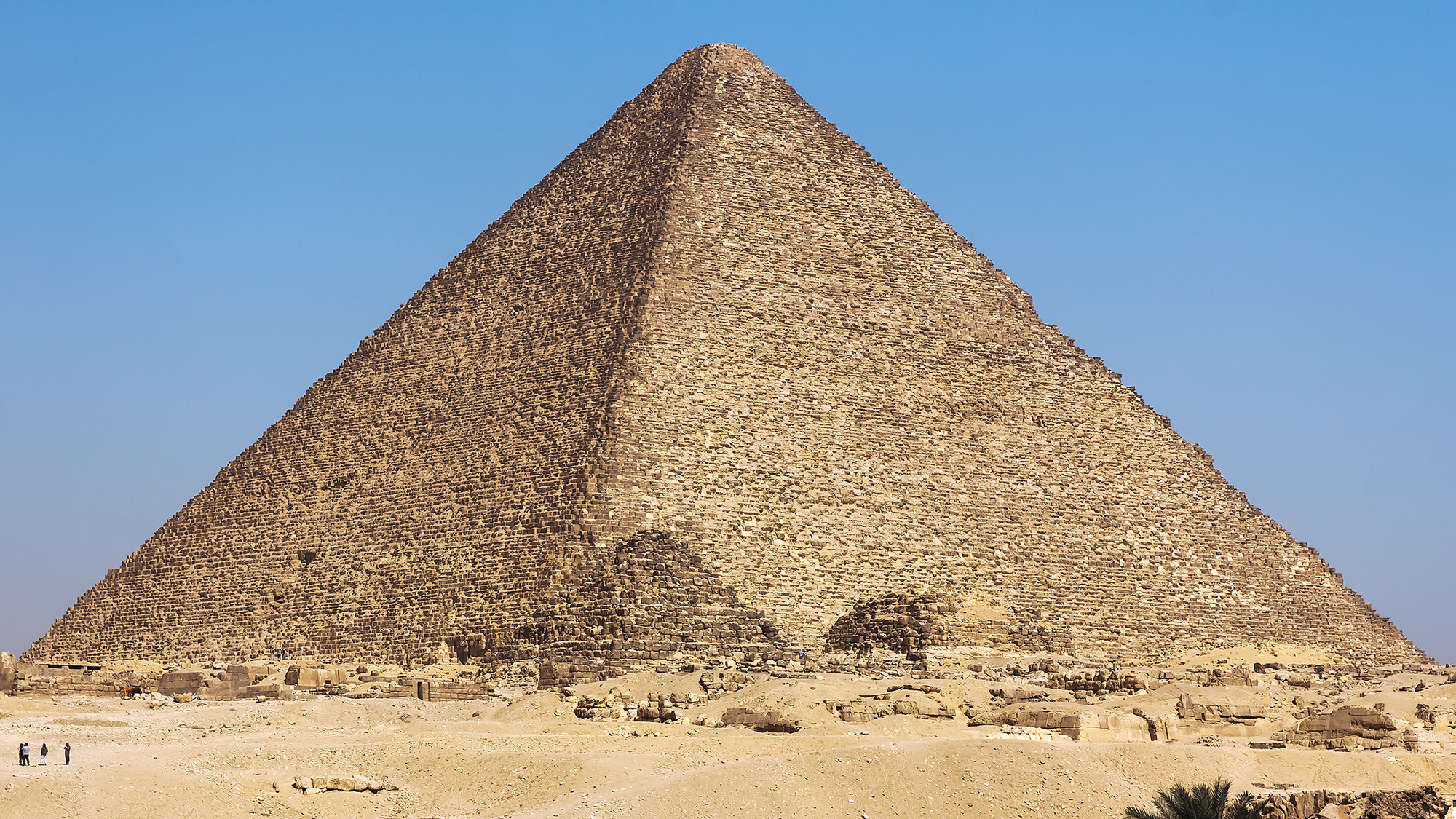
Piramida Cheopsa w Egipcie, jedna z najbardziej rozpoznawalnych piramid na świecie

Piramida – budowla w kształcie ostrosłupa prawidłowego o podstawie czworokątnej lub do niego podobnym, służąca najczęściej jako grobowiec albo podbudowa dla świątyni. Najbardziej znane kompleksy piramid znajdują się w Egipcie i prekolumbijskiej Ameryce.

## Egipt

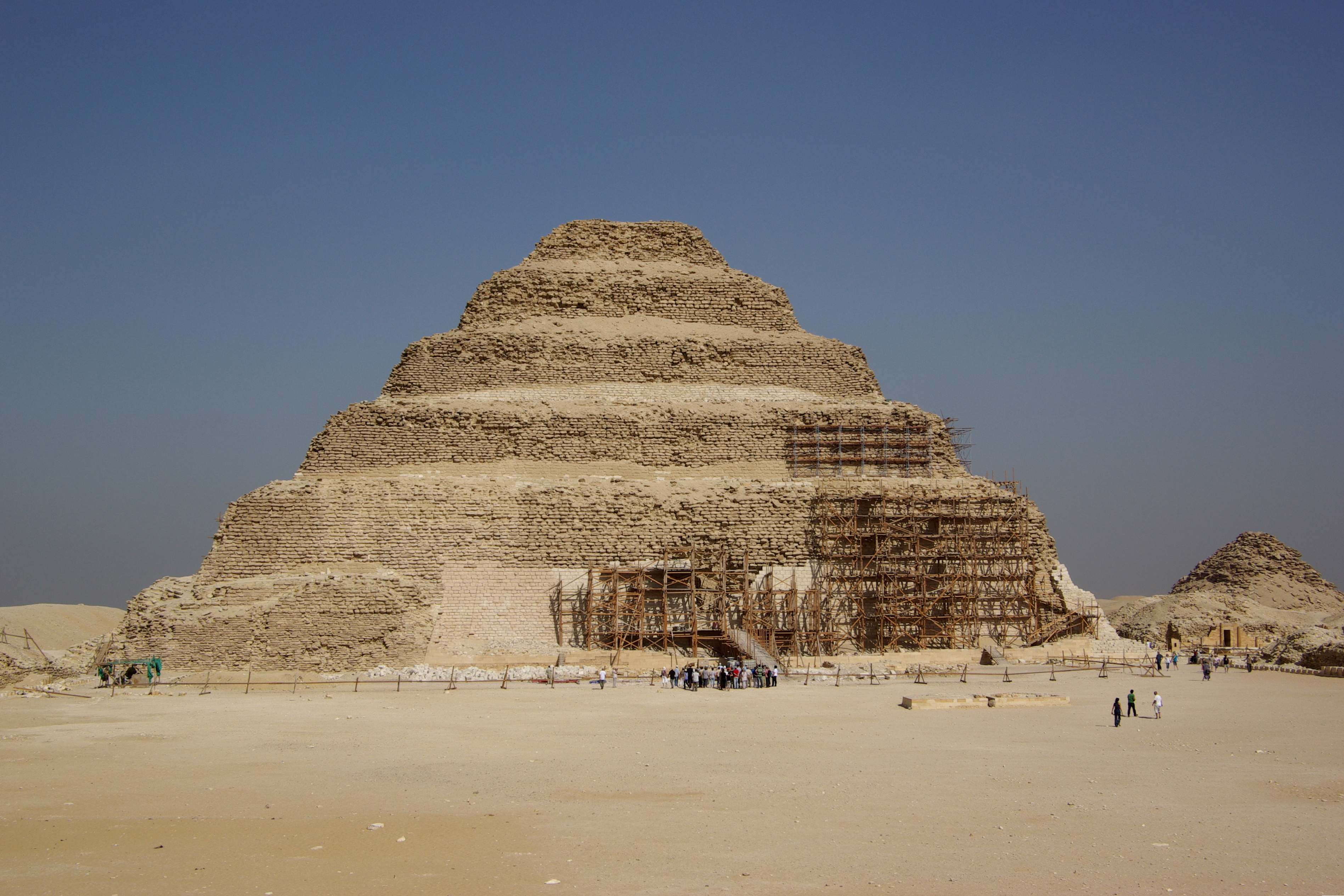
Piramida schodkowa w Sakkarze

Za jedną z najstarszych zachowanych piramid uważa się piramidę schodkową Dżesera, wybudowaną ok. 2650 p.n.e. w Sakkarze koło Memfis. Zakłada się, że w okresie Starego Państwa powstało osiem piramid. Gdy do władzy doszedł Snofru, faraon z IV dynastii, doszło do ewolucji i zaczęto tworzyć piramidy o prostych ścianach. Za panowania VI dynastii siła faraonów osłabła, przez co budowle były mniej solidne, wykonane z gorszych materiałów i nie dotrwały do naszych czasów. Za XII dynastii nastąpiło odrodzenie w tworzeniu piramid, jednak i one nie przetrwały próby czasu. Badacze sądzą, że ostatnie piramidy powstały ok. 1600 r. p.n.e.
Piramidy schodkowe zastąpiono piramidami w formie łamanej. Jedynym zachowanym przykładem jest piramida króla Snofru w Dahszur. Kolejne zachowane piramidy mają kształt ostrosłupa.

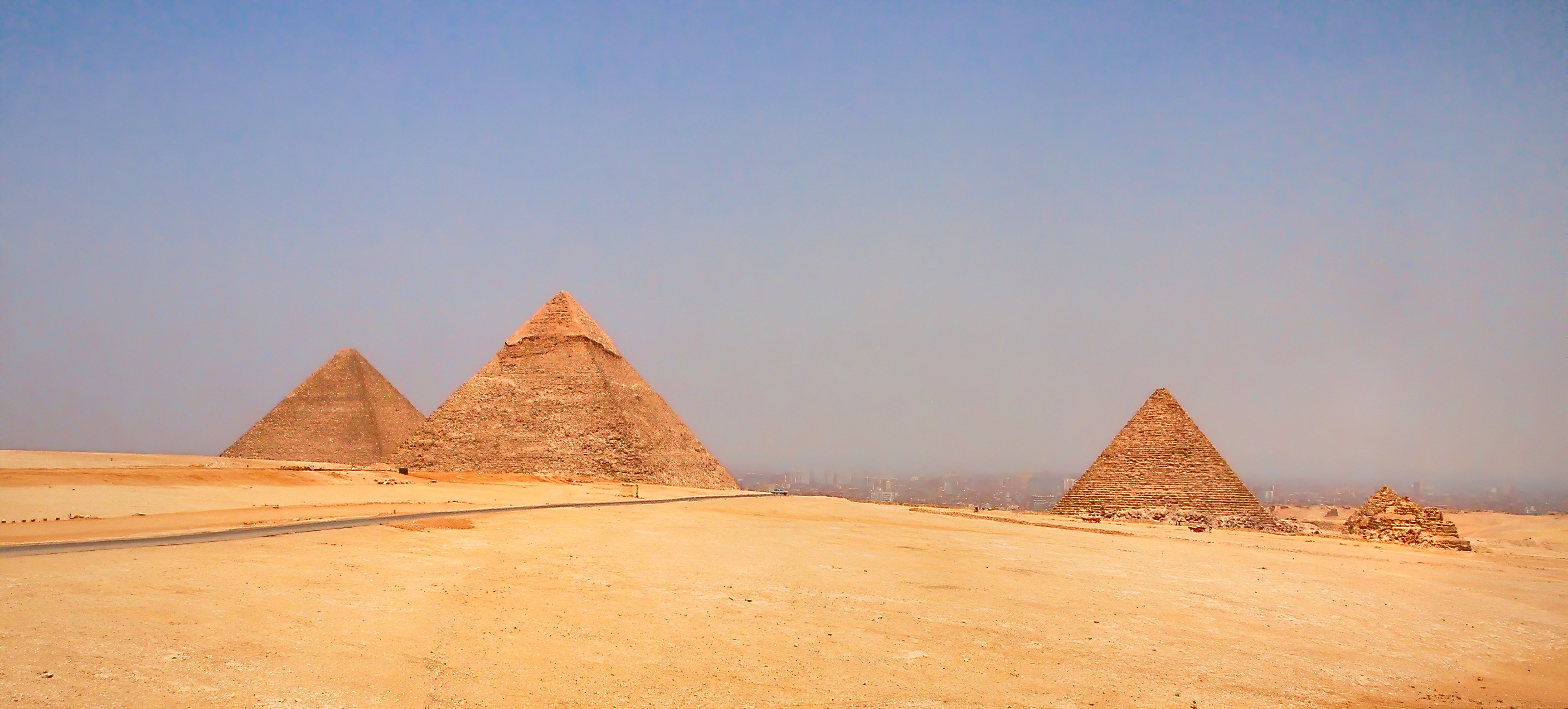
Piramidy w Gizie

Piramidy w Gizie to trzy największe piramidy zbudowane w Egipcie. Wszystkie mają kształt ostrosłupa o podstawie kwadratu. Największa z nich, Cheopsa (ok. 2560 p.n.e.), ma podstawę o boku 227,0 m i wysokość 147,0 m. Piramida Chefrena, tzw. Wielki Kefren, jest wysoka na 138,0 m, a piramida Mykerinosa ma 62,0 m wysokości. Wokół tych piramid pobudowano szereg mniejszych, przeznaczonych na grobowce królowych i dostojników państwowych. Piramida Chefrena wyróżnia się wykutą obok niej monumentalną rzeźbą Sfinksa.
Tylko w okolicy dzisiejszego Kairu znajduje się 67 piramid.
Jest to największa tego typu rzeźba, kolejne, ustawiane obok grobowców, to potężne posągi faraonów. Najbardziej oryginalny wystrój wnętrz zachował się w piramidzie Mykerinosa. Cały zespół wybudowano z różnych kamieni. Dziedzińce wyłożono czarnym bazaltem, kolumny i filary wykonano z czerwonego granitu, ściany miały biały kolor użytych do budowy wapieni i alabastru. Wnętrze pokryte było licznymi inskrypcjami wykutymi w kamieniu. Relief wypełniono niebieskim barwnikiem. Niebieską farbą malowano sufity, na tym tle umieszczono żółte gwiazdy. Do wejścia do komór grobowych, umieszczonych po wschodniej stronie budowli, prowadziły długie rampy w kierunku Nilu. Obok piramid budowano podziemne pomieszczenia dla barek. Przy piramidzie Cheopsa znaleziono jedną z nich.
Powszechna opinia (często powielana w filmach), jakoby budowniczymi piramid byli niewolnicy, obecnie wydaje się mało prawdopodobna. Współczesna wiedza wskazuje na to, że budową piramid zajmowali się opłacani przez Faraona robotnicy. Budowa piramidy trwała około dwudziestu lat, korzystając z siły roboczej wynoszącej około 8000 osób, pracujących przez cały rok. Szacuje się, że każdego dnia średnio wydobywano 340 bloków skalnych potrzebnych do budowy. Gdy Nil wylewał, w pracy kamieniarzy, skalników i robotników pomagali rolnicy (których liczba dochodziła do nawet 10 000).
Piramidy były częścią polityki budowlanej faraonów. Władcy spoczywający w piramidach mieli wracać do świata żywych, aby czerpać z niego energię. Miały być też miejscami wniebowstąpienia. Kształt grobowców miał im w tym pomagać, co znajduje swoje potwierdzenie w Tekstach piramid.

## Sudan(Nubia)

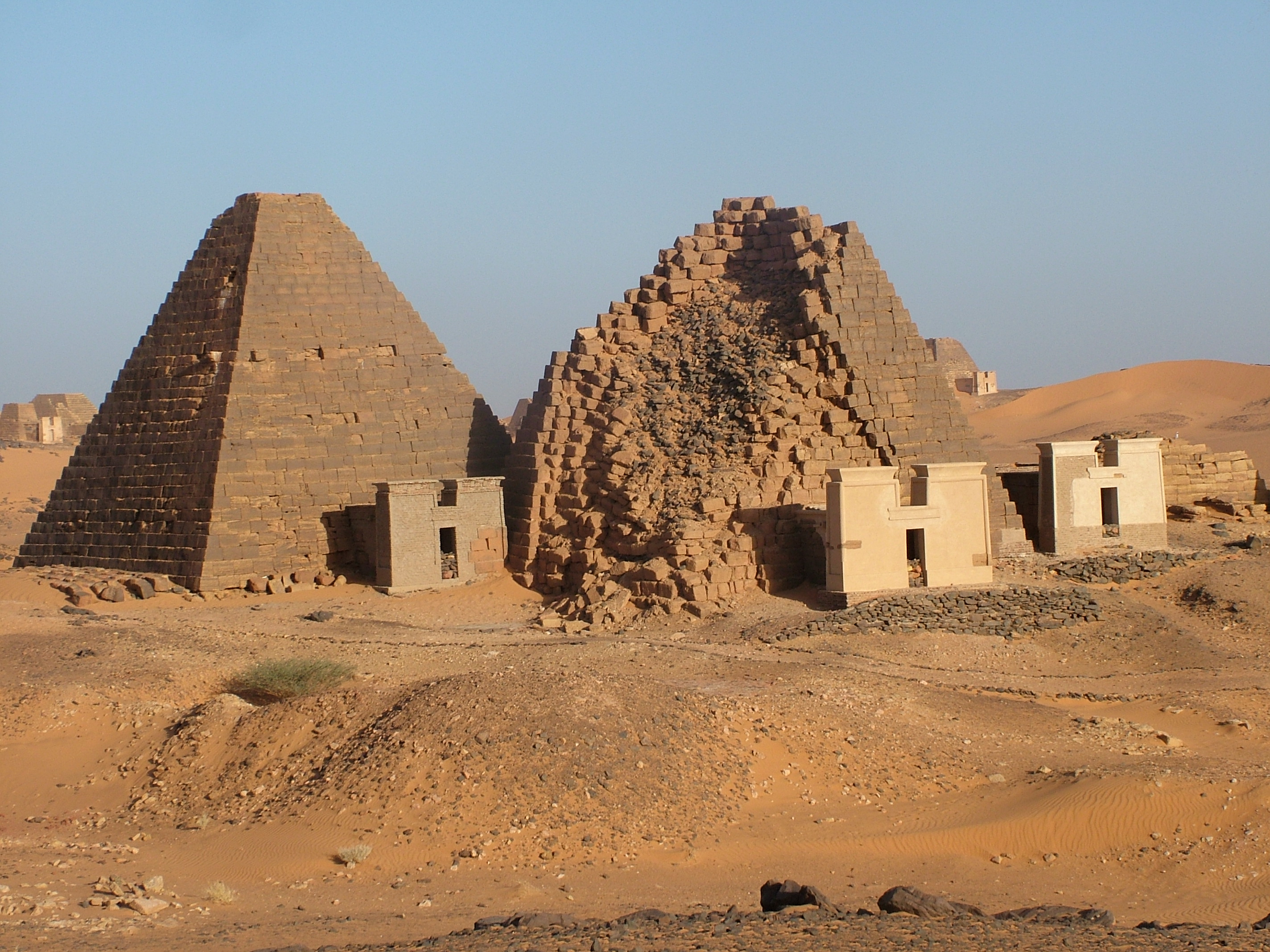
Piramidy w Meroe w Nubii

W VI w. p.n.e. na terytorium dzisiejszego Sudanu rozwinęła się kultura meroicka, która przejęła wiele elementów z egipskiej kultury, w tym piramidy. Centrum tej kultury – miasto Meroe – w IV w. p.n.e. stało się stolicą państwa kuszyckiego. W związku z tym zyskało rangę nekropoli władców kuszyckich. W Meroe powstało kilkadziesiąt małych piramid zgrupowanych w cmentarze, w których chowano królów i królowe państwa kuszyckiego. Piramidy z Meroe mają wygląd wyraźnie podobny do piramid egipskich, ale są o wiele mniejsze (mają wysokość od 10 do 30 m.), smuklejsze i budowane z piaskowca i cegły. Piramidy w Meroe wznoszono od IV w. p.n.e. do IV w. n.e.

## Mezoameryka

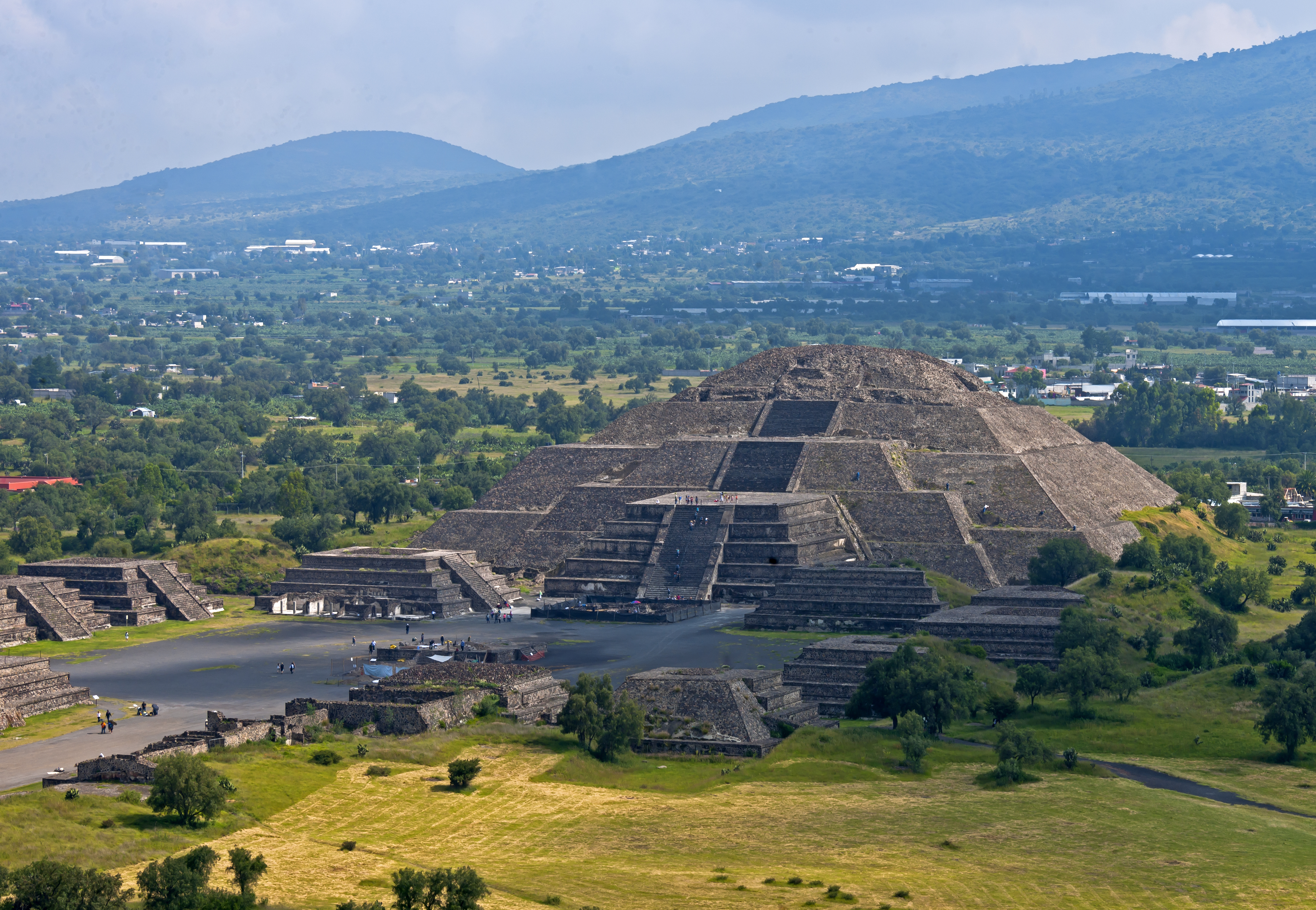
Piramida Księżyca w Teotihuacán

Przedkolumbijski Meksyk, Gwatemala, Honduras i Salwador – w kształcie schodkowych, wysokich piramid wznoszono podbudowy świątyń. Wewnątrz piramid czasem umieszczano grobowiec. Najbardziej znane są Piramida Słońca i Piramida Księżyca w Teotihuacánie, Świątynia Inskrypcji w Palenque oraz Piramida Nisz w El Tajín.

## Region andyjski
Kultura Moche na wybrzeżu Peru wznosiła piramidy z suszonych cegieł, pełniące funkcje kultowe. Podobne konstrukcje wznosiły też inne, przedinkaskie kultury Peru i Boliwii.

## Teneryfa
Piramidy na Teneryfie, jednej z Wysp Kanaryjskich są podobne do piramid schodkowych z Meksyku. Według Thora Heyerdahla, jest to dowodem na to, że Wyspy Kanaryjskie były bazą wypadową dla starożytnych podróży między Europą a Ameryką. Najnowsze badania archeologiczne wskazują jednak, że piramidy w Güímarze powstały najwcześniej w XIX wieku, jakkolwiek ich geneza i cel budowy pozostają dotąd nieznane.

## Bośnia
Według informacji prasowych wyprawa badawcza archeologów z Australii, Austrii, Bośni, Słowenii oraz Szkocji na początku kwietnia 2006 roku jakoby miała potwierdzić wcześniejsze domysły, że wzgórze Visočica, o wysokości 213 metrów i zboczach nachylonych pod kątem 45°, jest obiektem zbudowanym przez człowieka. Jak się jednak okazało, żaden z archeologów wymienianych jako rzekomy członek tego zespołu nie potwierdził swego udziału. Jedynym naukowcem, który popiera teorię o „piramidach w Bośni”, jest egipski geolog. Inni badacze, w tym tacy eksperci, jak np. przewodniczący Europejskiego Stowarzyszenia Archeologów prof. Anthony Harding, pozostają sceptyczni wobec tych rewelacji i nazywają je „piramidalnymi bzdurami”. Niezależnie od tego, jakie jest rzeczywiste pochodzenie wzgórz, dla mieszkańców tej biednej okolicy coraz liczniejsi turyści (kilkaset tysięcy w samym tylko roku 2006) przyjeżdżający tutaj stali się źródłem niespotykanych wcześniej dochodów.

## Polska
Istnieje kilka miejsc z polskimi piramidami:
- Piramida w Brodnicy

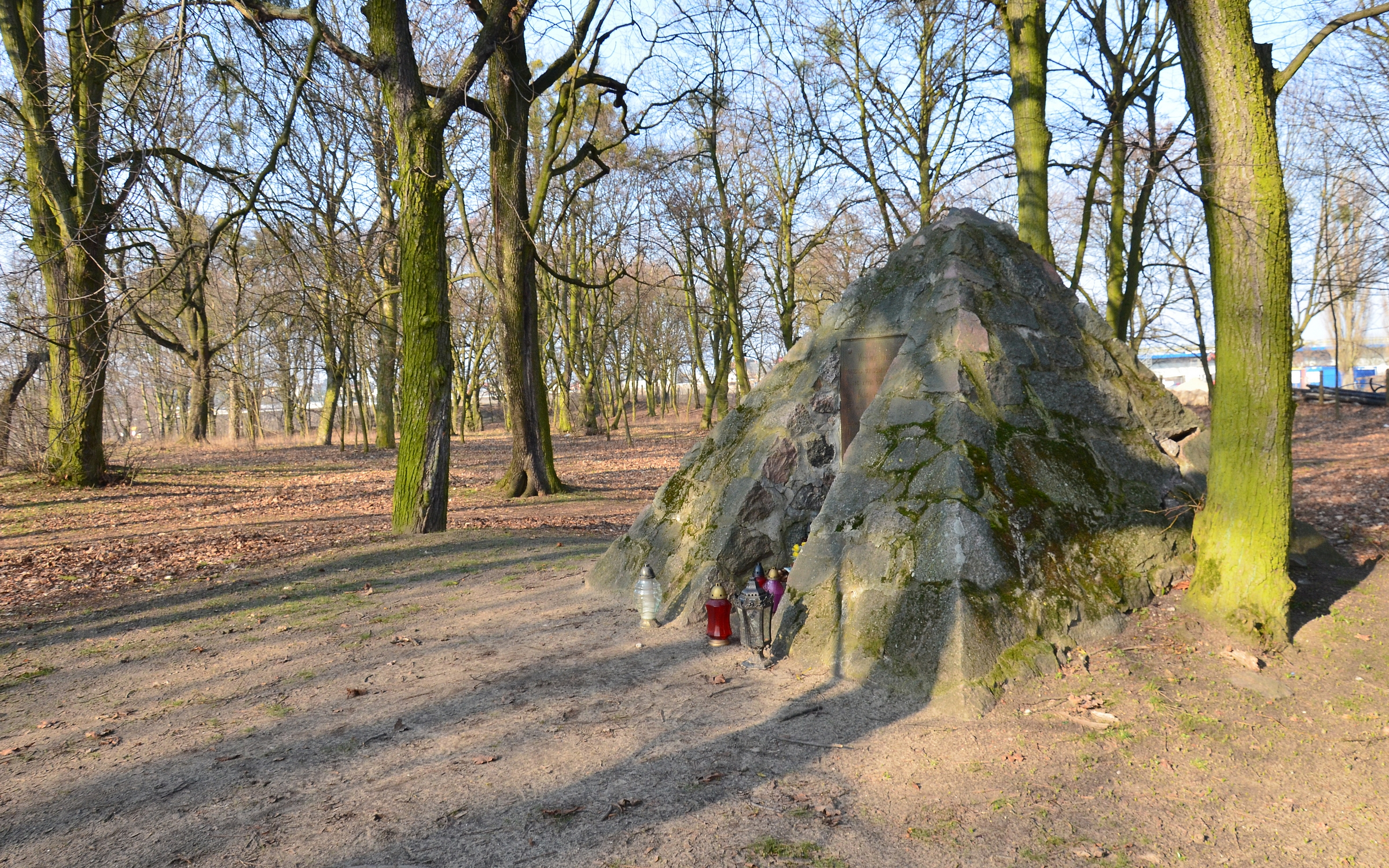
Piramida w Brodnicy - grób w kształcie piramidy lekarza i chirurga Leopolda Fryderyka Dittmera położony na cmentarzu ewangelickim przy ul. Sądowej

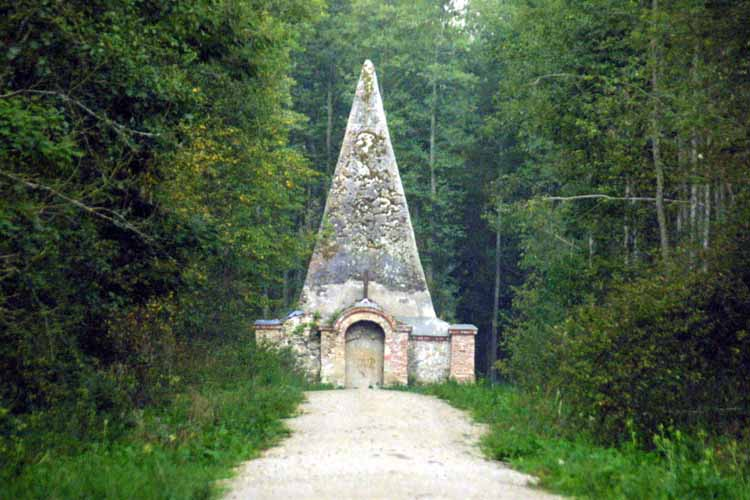
Piramida w Rapie

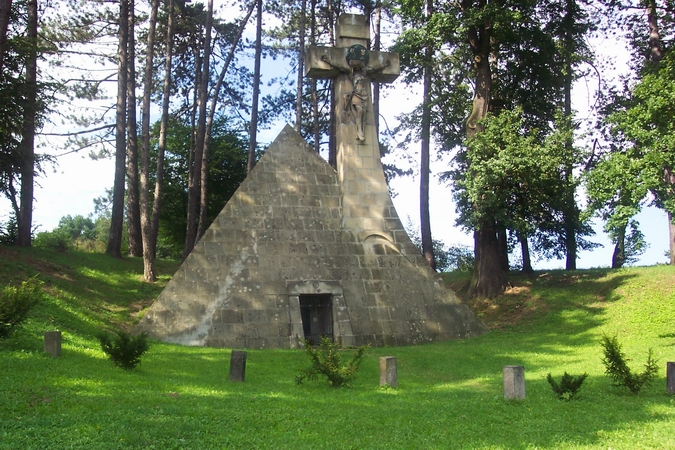
Piramida w Zagórzanach

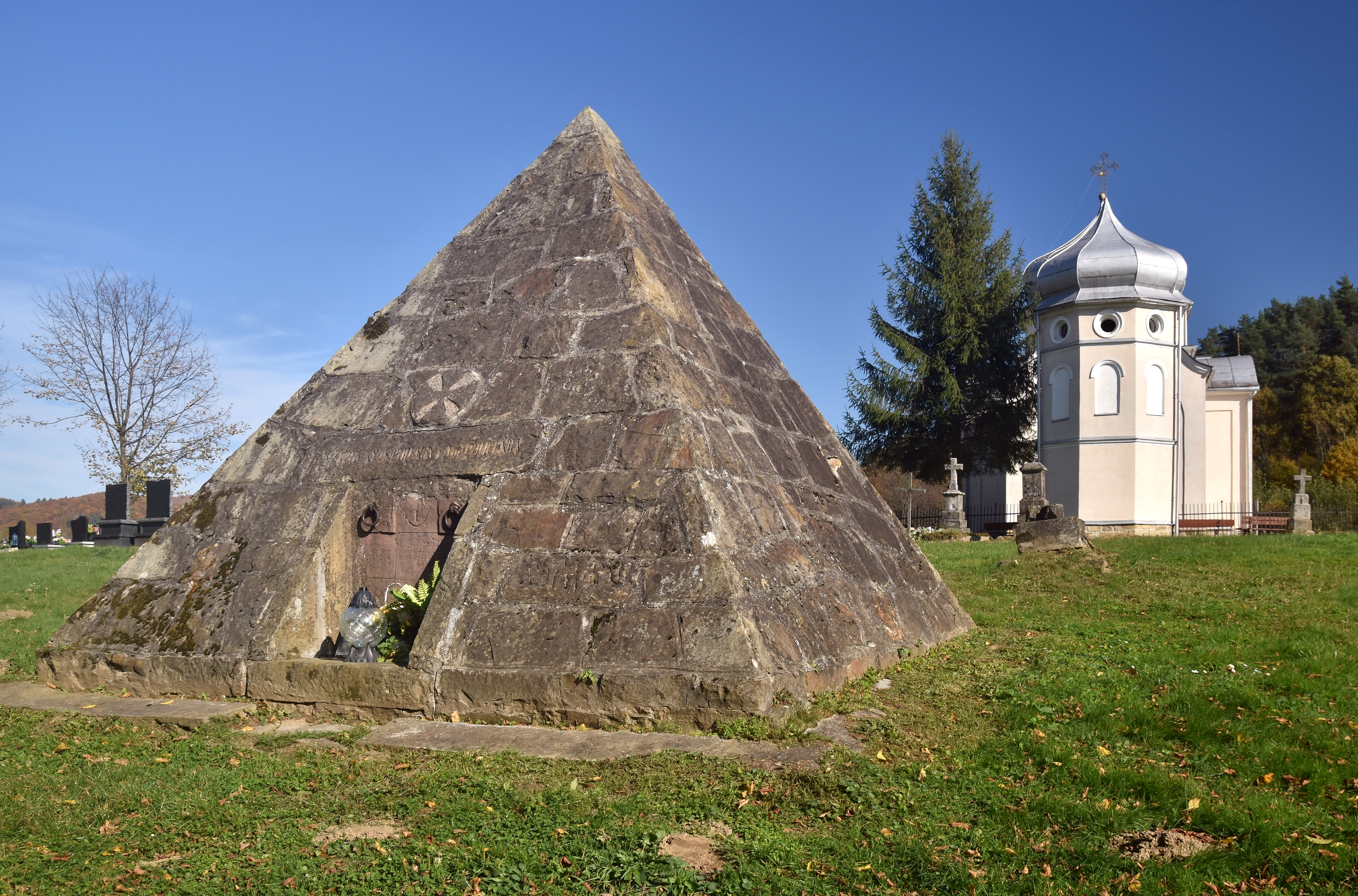
Piramida w Międzybrodziu

Na terenie dawnego cmentarza ewangelickiego przy ul. Sądowej w Brodnicy zlokalizowany jest grobowiec w kształcie piramidy pochodzącego z Królewca lekarza i chirurga Leopolda Fryderyka Dittmera, który zmarł w czasie epidemii cholery.
- Piramida w Aleksandrowie Kujawskim

Na terenie parku miejskiego stoi samotna, zaniedbana piramida mierząca 3 metry wysokości. Wzniósł ją Edward hr. Mycielski-Trojanowski. W tym samym parku z okazji 60. rocznicy nadania praw miejskich władze miasta postawiły niewielką piramidkę.
- Piramida w Burdzach

Znajduje się w gminie Bojanów w powiecie stalowowolskim. Piramida o wysokości 5 m i podstawie 6,5 m jest miniaturą piramidy Cheopsa. Ustawiono ją zgodnie z kierunkami świata. Usytuowana jest na prywatnej działce, wkomponowana w leśny krajobraz Puszczy Sandomierskiej.
- Piramida w Łaziskach

Piramida ta ma wysokość 6 metrów, jest wzniesiona z ciosanego kamienia i leży na zalesionym wzgórzu. W jej wnętrzu pochowano w 1845 roku Franciszka Łakińskiego.
- Piramida w Karczewie

Karczewska piramida jest zbiorową mogiłą żołnierzy z czasów insurekcji kościuszkowskiej.
- Piramida w Krynicy

Wieża w Krynicy koło Krupego to budowla na planie kwadratu, zwieńczona piramidą o wysokości ok. 15 m. Stoi samotnie na szczycie 300-metrowego wzgórza, jest grobowcem chełmskiego podkomorzego Pawła Orzechowskiego.
- Piramida w Międzybrodziu

Ta budowla jest grobowcem rodzinnym Kulczyckich, wejście przypomina piramidy w Deir el-Medinie, a proporcje są takie, jak w Wielkiej Piramidzie w Gizie.
- Piramida w Rapie

Grobowiec rodzinny rodu pruskich baronów von Fahrenheidów, zaprojektowany przez duńskiego rzeźbiarza Bertela Thorvaldsena w 1811; znajduje się w mazurskiej wsi Rapa. 
- Piramida w Rożnowie

Piramida w Rożnowie ma 9 metrów wysokości, a wzniósł ją pruski generał Gustaw Adolf von Oben około 1870.
- Piramida w Zagórzanach

Piramida ma ok. 10 metrów wysokości i 12 metrów podstawy, jest to miniatura piramidy Cheopsa. W podstawę wkomponowany jest krzyż, znacznie przewyższający samą piramidę. Zaprojektowana przez Teodora Marię Talowskiego. Jest to mauzoleum ówczesnych właścicieli miejscowości, rodu Skrzyńskich.